# Nancy Jan Davis
Nancy Jan Davis (Cocoa Beach, 1º novembre 1953) è un'ex astronauta e ingegnere statunitense.
Ha partecipato alla missione STS-47 insieme al marito Mark Lee; prima di questa missione, nessuna coppia di coniugi aveva volato insieme nello spazio.